# Ferdinand Mayer (Beamter)
Ferdinand Mayer (* um 1767; † 4. April 1832 in Linz a.d. Donau) war eine bedeutende Persönlichkeit der (ober-)österreichischen Architektur- und Eisenbahngeschichte.

## Leben
Mayer kam im Jahre 1793 nach Linz und trat dort seine Stelle als „Landschafts-Ingenieur beim städt. Bauamt“ an. In der Folge stieg er in der Hierarchie auf und bekleidete zuletzt das Amt eines „k.k. Hofbaurates“. Der Wiederaufbau des 1800 abgebrannten Linzer Landhauses fand nach seinen Plänen statt, ebenso die Errichtung des Linzer Landestheaters (1803/1804). Im Jahr 1815 legte er schließlich den Plan einer Pferdeeisenbahn von Zizlau (Linz) bis nach Lambach vor. Damit sollte im Kontext des „Salz-Korridors“ Ebensee–Gmunden–Lambach–Zizlau (Linz)–Budweis der Traun-Wasserweg zukünftig umgangen werden.
Oberösterreich war zuvor in eisenbahnplanerischer Hinsicht nur berührt worden: Franz Joseph Ritter von Gerstner hatte 1808 in seiner Prager Rede eine Eisenbahnverbindung Moldau–Donau vorgeschlagen. Der Abschnitt Landesgrenze-Donau wäre auf oberösterreichischem Gebiet zu liegen gekommen. Somit war das Konzept der „Mayer-Bahn“ der erste Eisenbahnplan, der in Oberösterreich (bzw. auf dem Gebiet der „Republik Österreich“) selbst entstanden ist. Bis 1818 dehnte Mayer seinen Plan noch bis Gmunden aus, womit er die Südstrecke der 1836 vollendeten Pferdeeisenbahn Budweis–Linz–Gmunden bereits vorwegnahm. Das Projekt „Mayer-Bahn“ blieb unrealisiert.
Mayers historische Bedeutung liegt aus heutiger Sicht darin, der „Ur-Vater“ der sowohl im österreichischen als auch im europäischen Kontext bedeutenden Eisenbahnverbindung Wels–Linz zu sein.